# ديفيد ليتمان

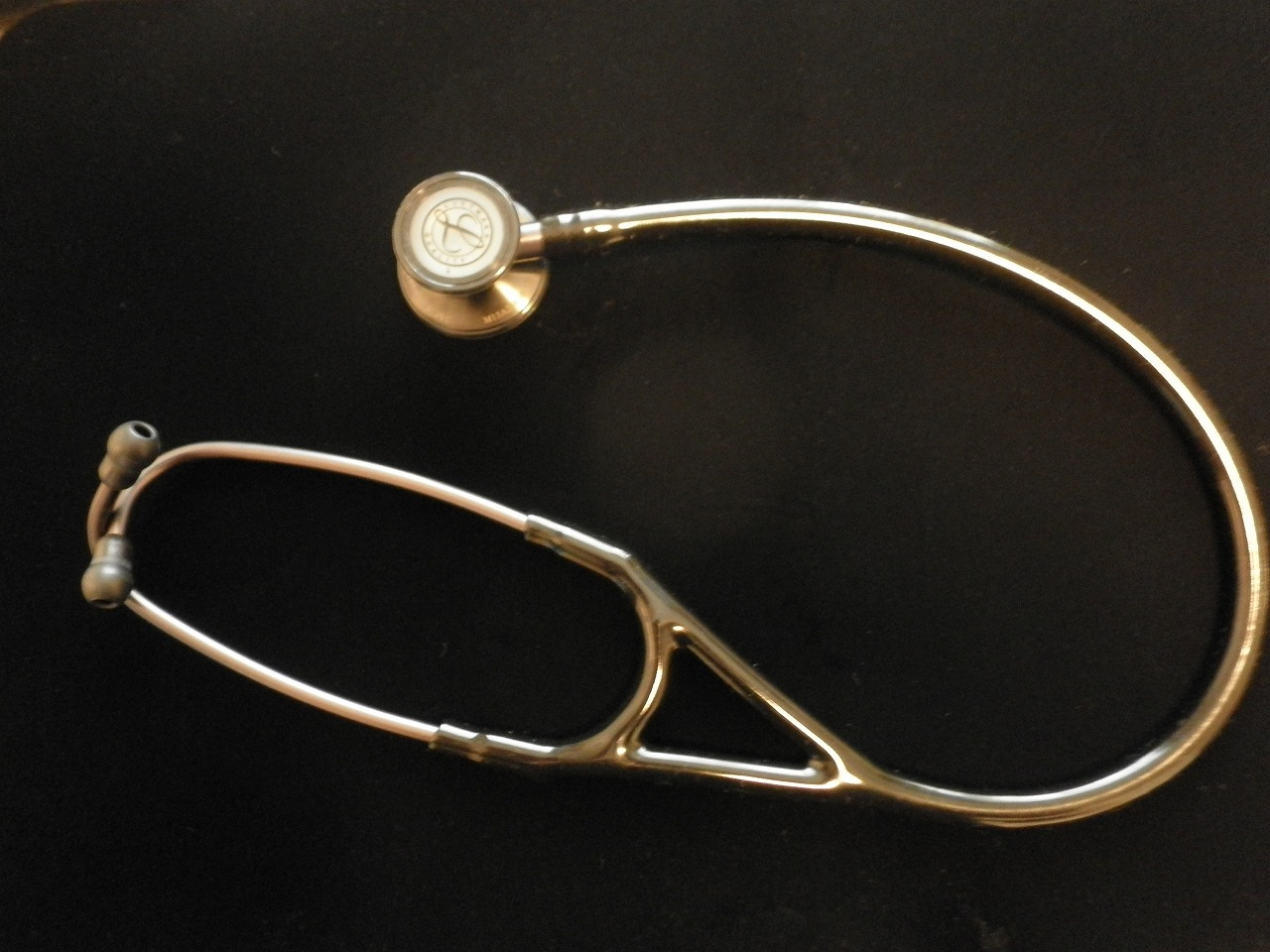
سماعة ليتمان

ديفيد ليتمان (بالإنجليزية: David Littmann)‏ (28يناير 1906-1يناير 1981) طبيب قلب أمريكي من أصل أوكراني، وباحث وأستاذ بكلية طب جامعة هارفرد. وترجع شهرة الدكتور ليتمان في المجال الطبي إلى براءة اختراعه للسماعة الطبية صاحبة الأداء الصوتى النقي. أسس ليتمان شركة كارديوسونيكس لبيع سماعاته الطبية. لكن في 1ابريل 1967 استحوذت شركة ثري إم-3M على شركة السماعات الطبية، وعينت دكتور ليتمان مستشارا لها، وانتجت السماعات ذات العلامة التجارية ليتمان(littman).